# Santa Comba
Santa Comba – gmina w Hiszpanii, w prowincji A Coruña, w Galicji, o powierzchni 203,7 km². W 2011 roku gmina liczyła 10 101 mieszkańców.